# Kiss Me, Kiss Me, Kiss Me
Pour les articles homonymes, voir Kiss Me (homonymie).
Albums de The Cure
Standing on a Beach
(1986) Disintegration
(1989)
Singles
1. Why Can't I Be You?
Sortie : 14 avril 1987[6]
2. Catch
Sortie : 22 juin 1987[7]
3. Just Like Heaven
Sortie : 5 octobre 1987 [8]
4. Hot Hot Hot!!!
Sortie : 8 février 1988 [9]

Kiss Me, Kiss Me, Kiss Me est le septième album studio du groupe The Cure sorti le 25 mai 1987, c'est un double album dans sa version vinyle. Il fut enregistré dans le sud de la France au studio Miraval.
Il permit au groupe de renforcer, voire de dépasser, le succès international rencontré par l'album précédent The Head on the Door. Cet album est ainsi rentré - pour la première fois dans la carrière de Cure - dans le Top 40 américain, ainsi que dans le Top 10 de nombreux pays à travers le monde.
Une version instrumentale de la chanson Just Like Heaven a servi de générique à l'émission Les Enfants du rock dès la rentrée 1986.
Le 14 août 2006 est publiée une édition remastérisée (Deluxe Edition) avec un deuxième CD contenant des démos et des titres enregistrés en concert.

## Liste des titres
Tous les titres sont écrits par Robert Smith et composés par Simon Gallup, Robert Smith, Porl Thompson, Laurence Tolhurst, Boris Williams.

### Double album vinyle
| 1. | The Kiss                       | 6:17 |
| 2. | Catch                          | 2:42 |
| 3. | Torture                        | 4:13 |
| 4. | If Only Tonight We Could Sleep | 4:50 |

| 1. | Why Can't I Be You?   | 3:11 |
| 2. | How Beautiful You Are | 5:10 |
| 3. | The Snakepit          | 6:56 |
| 4. | Hey You!!!            | 2:22 |

| 1. | Just Like Heaven | 3:30 |
| 2. | All I Want       | 5:18 |
| 3. | Hot Hot Hot!!!   | 3:32 |
| 4. | One More Time    | 4:29 |
| 5. | Like Cockatoos   | 3:38 |

| 1. | Icing Sugar      | 3:48 |
| 2. | The Perfect Girl | 2:34 |
| 3. | A Thousand Hours | 3:21 |
| 4. | Shiver and Shake | 3:26 |
| 5. | Fight            | 4:26 |

- Note : Les normes de l'époque limitant la durée d'écoute d'un disque compact à 74 minutes[10],[11], la chanson Hey You!!! ne figure pas sur la version CD afin de permettre la sortie d'un disque simple, comme l'indique une note au verso de la pochette.

### Édition Deluxe (2006)
| 1.  | The Kiss                       | 6:16 |
| 2.  | Catch                          | 2:44 |
| 3.  | Torture                        | 4:16 |
| 4.  | If Only Tonight We Could Sleep | 4:53 |
| 5.  | Why Can't I Be You?            | 3:13 |
| 6.  | How Beautiful You Are          | 5:13 |
| 7.  | The Snakepit                   | 7:00 |
| 8.  | Hey You!!!                     | 2:23 |
| 9.  | Just Like Heaven               | 3:32 |
| 10. | All I Want                     | 5:21 |
| 11. | Hot Hot Hot!!!                 | 3:34 |
| 12. | One More Time                  | 4:31 |
| 13. | Like Cockatoos                 | 3:39 |
| 14. | Icing Sugar                    | 3:49 |
| 15. | The Perfect Girl               | 2:33 |
| 16. | A Thousand Hours               | 3:23 |
| 17. | Shiver and Shake               | 3:28 |
| 18. | Fight                          | 4:31 |

| 1.  | The Kiss (RS Home Demo Instrumental 3/86)                                  | 3:40 |
| 2.  | The Perfect Girl (Beethoven St. Studio Demo Instrumental 6/86)             | 3:26 |
| 3.  | Like Cockatoos (Beethoven St. Studio Demo Instrumental 6/86)               | 2:11 |
| 4.  | All I Want (Beethoven St. Studio Demo Instrumental 6/86)                   | 3:33 |
| 5.  | Hot Hot Hot!!! (Beethoven St. Studio Demo Instrumental 6/86)               | 3:49 |
| 6.  | Shiver and Shake (Jean Costas Studio demo Instrumental 8/86)               | 2:55 |
| 7.  | If Only Tonight We Could Sleep (Jean Costas Studio demo Instrumental 8/86) | 3:16 |
| 8.  | Just Like Heaven (Jean Costas Studio demo Instrumental 8/86)               | 3:26 |
| 9.  | Hey You!!! (Jean Costas Studio demo Instrumental 8/86)                     | 2:32 |
| 10. | A Thousand Hours (Miraval Studio Guide Vocal/Rough Mix 10/86)              | 3:27 |
| 11. | Icing Sugar (Miraval Studio Guide Vocal/Rough Mix 10/86)                   | 3:20 |
| 12. | One More Time (Miraval Studio Guide Vocal/Rough Mix 10/86)                 | 4:36 |
| 13. | How Beautiful You Are (Live Bootleg - County Bowl Santa Barbara 7/87)      | 5:22 |
| 14. | The Snakepit (Live Bootleg - County Bowl Santa Barbara 7/87)               | 7:30 |
| 15. | Catch (Live Bootleg - NEC Birmingham 12/87)                                | 2:32 |
| 16. | Torture (Live Bootleg - NEC Birmingham 12/87)                              | 4:04 |
| 17. | Fight (Live Bootleg - Bercy Paris 12/87)                                   | 4:30 |
| 18. | Why Can't I Be You? (Live Bootleg - Wembley Arena London 12/87)            | 7:43 |

## Musiciens
- Robert Smith : chant, guitare et claviers
- Simon Gallup : basse
- Laurence Tolhurst : claviers
- Boris Williams : batterie, percussions
- Porl Thompson : guitares, claviers, saxophone

Musiciens supplémentaires
- Roger O'Donnell : claviers sur les titres enregistrés en public (Live bootleg) du CD 2 de l'édition Deluxe.

- Andrew Brennen : saxophone sur Hey You!!! et Icing Sugar

## Singles
- Why Can't I Be You? / A Japanese Dream / Six Different Ways (live) / Push (live) - avril 1987, premier CD single de Cure
- Catch / Breathe / A Chain of Flowers / Kyoto Song (live) / A Night Like This (live) - juin 1987
- Just Like Heaven / Snow In Summer / Sugar Girl - octobre 1987
- Just Like Heaven / Breathe - octobre 1987, avec la mention « générique des Enfants du Rock »
- Hot Hot Hot!!! (extended remix) / Hot Hot Hot!!! (remix) / Hey You!!! (extended remix) - février 1988

## Classements
| Classement (1987)             | Meilleure place |
| ----------------------------- | --------------- |
| Allemagne (Media Control AG)  | 4               |
| Australie (Kent Music Report) | 9               |
| Autriche (Ö3 Austria Top 40)  | 4               |
| Canada (RPM Top Albums)       | 30              |
| États-Unis (Billboard 200)    | 35              |
| France (IFOP)                 | 2               |
| Italie (FIMI)                 | 13              |
| Nouvelle-Zélande (RIANZ)      | 14              |
| Pays-Bas (Mega Album Top 100) | 3               |
| Royaume-Uni (UK Albums Chart) | 6               |
| Suède (Sverigetopplistan)     | 13              |
| Suisse (Schweizer Hitparade)  | 3               |

| Classement (1987)             | Position |
| ----------------------------- | -------- |
| Allemagne (Media Control AG)  | 40       |
| Australie (Kent Music Report) | 63       |
| Autriche (Ö3 Austria)         | 29       |
| États-Unis (Billboard 200)    | 100      |
| Pays-Bas (Album Top 100)      | 47       |
| Suisse (Schweizer Hitparade)  | 25       |

## Certifications
| Pays              | Certifications | Date       | Unités certifiées |
| ----------------- | -------------- | ---------- | ----------------- |
| États-Unis (RIAA) | Platine        | 14/08/1990 | 1 000 000         |
| France (SNEP)     | Or             | 1987       | 100 000           |
| Portugal (AFP)    | Or             | 01/1989    | 20 000            |
| Royaume-Uni (BPI) | Or             | 18/08/1987 | 100 000           |